# Berestoveț, Korosten
Berestoveț (în ucraineană Берестовець) este o comună în raionul Korosten, regiunea Jîtomîr, Ucraina, formată numai din satul de reședință.

## Demografie
Componența lingvistică a comunei Berestoveț
     Ucraineană (96,88%)
     Rusă (1,74%)
     Română (1,39%)
Conform recensământului din 2001, majoritatea populației comunei Berestoveț era vorbitoare de ucraineană (96,88%), existând în minoritate și vorbitori de rusă (1,74%) și română (1,39%).